# Покривник каштановий
Покривни́к сірочеревий (Poliocrania exsul) — вид горобцеподібних птахів родини сорокушових (Thamnophilidae). Мешкає в Центральній і Південній Америці. Раніше цей вид відносили до роду Покривник (Myrmeciza), однак за результатами молекулярно-генетичного дослідження, яке показало поліфілітичність цього роду, він був переведений до новоствореного монотипового роду Poliocrania.

## Опис
Довжина птаха становить 14 см, вага 28 г. У самців голова, шия і груди чорнуваті, решта верхньої частини тіла, крила і хвіст каштанові. Боки і нижня частина живота більш темні,коричневі. У самиць голова і шия бурувато-чорні, однак темний відтінок у них не поширеюється на груди. У самиць номінативного підвиду нижня частина тіла темно-каштанова. І у самців, і у самиць навколо очей є блакитнуваті плями голої шкіри. Молоді птахи мають тьмяніше забарвлення, ніж у дорослих птахів.
У самиць підвидів P. e. occidentalis і P. e. niglarus нижня частина тіла більш руда. У представники підвидів P. e. cassini і P. e. maculifer на крилах є дві білі смуги, що формуються з низки білих плям.

## Підвиди
Виділяють п'ять підвидів:

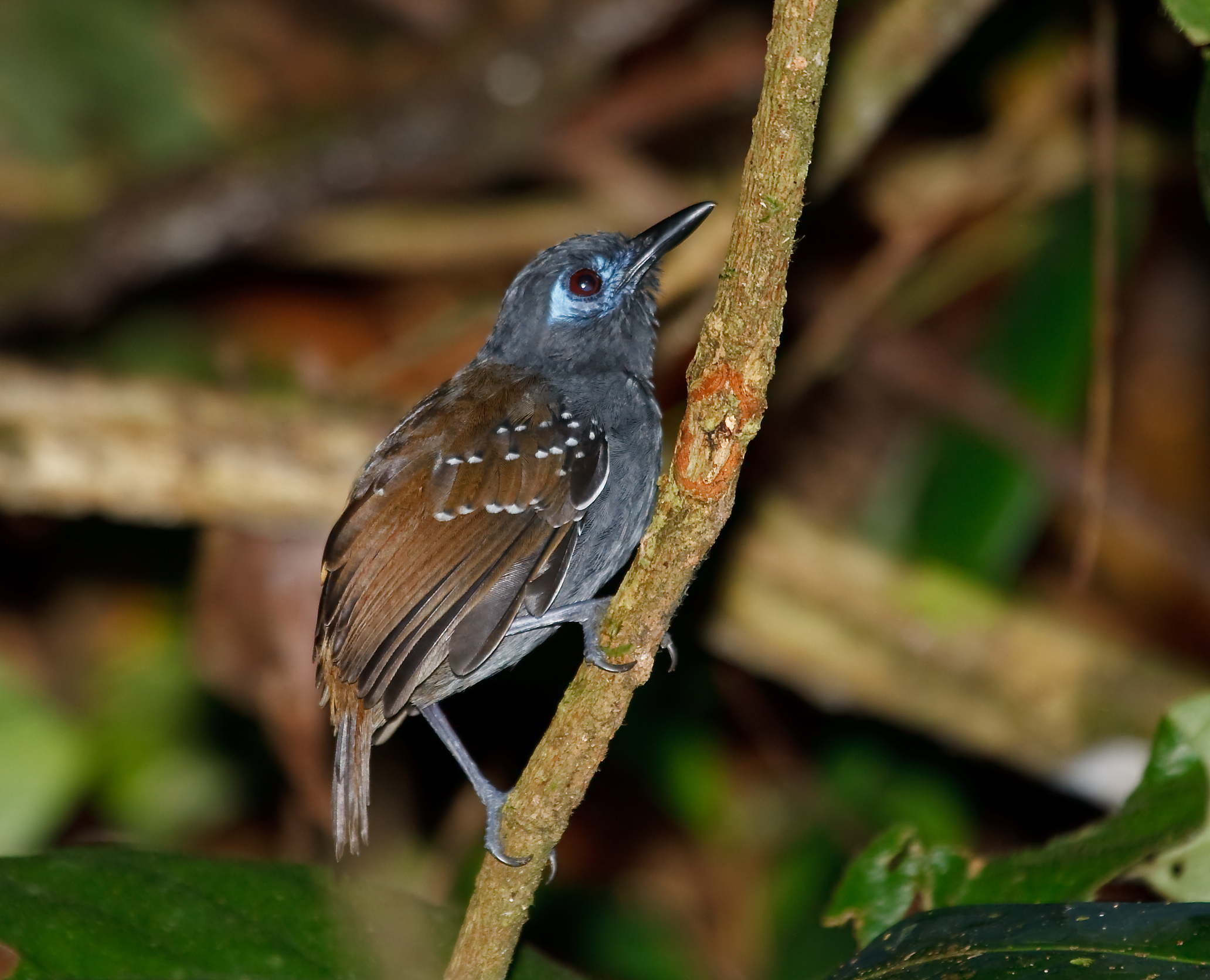
Сірочеревий покривник (підвид P. e. maculifer, Колумбія)

- P. e. exsul (Sclater, PL, 1859) — карибські схили від східного Гондурасу до західної Панами (на схід до Зони каналу в провінції Колон);
- P. e. occidentalis (Cherrie, 1891) — тихоокеанські схили в Коста-Риці і західній Панамі (Чирикі, Вераґуас);
- P. e. cassini (Ridgway, 1908) — крайній південний схід Панами (Дар'єн на південь від затоки Сан-Мігель) і північ Колумбії (від північного Чоко на схід до південного Сесара і нижньої частини долини Магдалени на півдні Болівару);
- P. e. niglarus (Wetmore, 1962) — схід Панами (тихоокеанські схили від Зони каналу до північно-західного Дар'єна) і крайній північний захід Колумбії (північ Чоко);
- P. e. maculifer (Hellmayr, 1906) — тихоокеанські схили на заході Колумбії (на південь відж центрального Чоко) і в Еквадорі (на південь до Ель-Оро).

Деякі дослідники виділяють підвиди P. e. cassini і P. e. maculifer у окремий вид Poliocrania maculifer.

## Поширення і екологія
Каштанові покривники мешкають в Гондурасі, Нікарагуа, Коста-Риці, Панамі, Колумбії і Еквадорі. Вони живуть в підліску вологих тропічних лісів, на узліссях, в заростях на берегах струмків та у прилеглих вторинних заростях. Зустрічаються парами, на висоті до 900 м над рівнем моря. Іноді приєднуються до змішаних зграй птахів. Живляться комахами, іншими безхребетними, іноді дрібними жабками або ящірками. Шукають їжу серед опалого листя і ліан. Гніздо чашоподібне, робиться з лоз, рослинних волокон і опалого листя, розміщується низько серед рослинності. В кладці 2 білих яйця, поцяткованих пурупровими або червонувато-коричневими плямками. Насиджують і доглядають за пташенятами і самиці, і самці.